# Christof Loy
Christof Loy (* 5. Dezember 1962 in Essen) ist ein deutscher Regisseur.

## Leben und Werk
Christof Loy wurde als Sohn des Architekten Horst Loy und einer Dolmetscherin geboren. Er besuchte das Essener Burggymnasium und begann dort 14-jährig an der Folkwang-Schule bei Dieter Bülter-Marell Opernregie zu studieren. Als Abiturient inszenierte er erstmals und erhielt für seine Pimpinone-Aufführung den auch international begehrten Folkwang-Preis der Hochschule. Anschließend studierte Loy bis 1982 an der Folkwang Hochschule und dann bis 1984 in München im Rahmen eines Studiums generale Theaterwissenschaft, Kunstgeschichte und italienische Philologie.
1984 wurde Loy in Gelsenkirchen Regieassistent am Musiktheater im Revier, wo er u. a. mit Dietrich Hilsdorf und Jaroslav Chundela zusammenarbeitete. 1986 wechselte er ans Staatstheater Wiesbaden und machte sich 1990 als freischaffender Regisseur für Oper und Schauspiel selbständig.
Bis Mitte der 1990er Jahre inszenierte Loy vielfach am Staatstheater Stuttgart im Bereich Schauspiel und Oper, anschließend dann auch in Freiburg im Breisgau, Bremen und Gelsenkirchen. Mit seinen Versionen von Shakespeares Ein Wintermärchen sowie der Marivaux-Komödie Triumph der Liebe (Stuttgarter Premiere 1996) wurde Loy zum Berliner Theatertreffen 1997 eingeladen.
In der Düsseldorfer Deutschen Oper am Rhein inszenierte er ab 1997 und an den Münchner Kammerspielen ab 1998 (etwa die deutsche Erstaufführung von Patrick Marbers Hautnah). In Graz inszenierte Loy 1999 und 2000 zwei Mozart-Opern. Die Deutsche Oper am Rhein aber wurde ihm zur „künstlerischen Heimat“. Von 2001 bis 2004 entwickelte er dort seinen Monteverdi-Zyklus mit den drei erhaltenen Opern des Komponisten. Eine weitere wichtige Station war das Théâtre Royal de la Monnaie in Brüssel. Dort fand Loy künstlerische Wegbegleiter, die für seine weitere Laufbahn prägend sind: Bernd Loebe, der in Brüssel als künstlerischer Direktor wirkte und in die Position des Intendanten an die Oper Frankfurt wechselte, hat mit Loy eine Reihe von Projekten umgesetzt. Brüssels damaliger Generalmusikdirektor Antonio Pappano hat mit Beginn der Saison 2002/2003 die Covent Garden Oper übernommen und eröffnete die Saison mit einer Inszenierung von Loy.
Als Koproduktion des Staatstheaters Stuttgart, der Hamburgischen Staatsoper und der Deutschen Oper am Rhein entstand 2005 das Projekt „Mozart in Paris“, erzählt von Christof Loy nach Briefen der Familie Mozart.
Inzwischen inszenierte Loy auch mehrfach am Theater an der Wien sowie bei den Salzburger Festspielen. 2012 kam seine erste Inszenierung an der Deutschen Oper Berlin heraus, 2013 am Opernhaus Zürich.

## Inszenierungen

### Operninszenierungen (Auswahl, chronologisch nach Komponisten)
Claudio Monteverdi
- L’Orfeo (2001 Düsseldorf)
- Il ritorno d’Ulisse in patria (2003 Düsseldorf)
- L’incoronazione di Poppea (2004 Deutsche Oper am Rhein)

Georg Friedrich Händel
- Alcina (2002 Hamburg), (2014 Opernhaus Zürich)
- Saul (2003 München, Bayerische Staatsoper)

Wolfgang Amadeus Mozart
- La finta semplice (2006 Oper Frankfurt)
- La finta giardiniera (1998 Düsseldorf)
- Die Entführung aus dem Serail (1992 Freiburg, 1999 Brüssel, 2003 Frankfurt a. M.)
- Le nozze di Figaro (1998 Brüssel)
- Don Giovanni (1999 Graz)
- Don Giovanni (2014 Oper Frankfurt a. M.)[2]
- Die Zauberflöte (1990 Stuttgart, 2004 Deutsche Oper am Rhein)
- La clemenza di Tito (2006 Frankfurt)
- Così fan tutte (2020 Salzburger Festspiele)

Gioachino Rossini
- Il turco in Italia (2005 Hamburg)
- L’italiana in Algeri (2001 Düsseldorf)
- La donna del lago (2010 Grand Théâtre de Genève)

Gaetano Donizetti
- Lucia di Lammermoor (1999 Düsseldorf)
- Roberto Devereux (2004 München, Bayerische Staatsoper)
- Lucrezia Borgia (2010 München, Bayerische Staatsoper)

Hector Berlioz
- La damnation de Faust (2000 Bremen)
- Les Troyens (2005 Deutsche Oper am Rhein)

Richard Wagner
- Tannhäuser (1995 Gelsenkirchen)

Giuseppe Verdi
- Don Carlos (2000 Duisburg)

Jacques Offenbach
- La belle Hélène (2005 Deutsche Oper am Rhein)
- Les contes d’Hoffmann (2004 Deutsche Oper am Rhein)

Charles Gounod
- Faust (2005 Frankfurt)

Peter Iljitsch Tschaikowski
- Eugen Onegin
- Pique Dame (2001 Bremen)

Jules Massenet
- Werther (1996 Bremen)
- Manon (1997 Düsseldorf)

Giacomo Puccini
- La Bohème (2002 Brüssel)
- Il trittico (2022 Salzburger Festspiele)

Pietro Mascagni / Ruggero Leoncavallo
- Cavalleria rusticana und Pagliacci (2003 Düsseldorf)

Leoš Janáček
- Její pastorkyňa (Jenůfa) (2012 Deutsche Oper Berlin)

Richard Strauss
- Salome (2022 Helsinki, Finnische Nationaloper)
- Der Rosenkavalier (2001 Brüssel)
- Ariadne auf Naxos (2002 London)
- Die Frau ohne Schatten (2011 Salzburger Festspiele)
- Intermezzo (2009 Theater an der Wien)

Franz Lehár
- Die lustige Witwe (1992 Ulm)

Erich Wolfgang Korngold
- Das Wunder der Heliane (2018 Deutsche Oper Berlin)

Benjamin Britten
- Peter Grimes (1993 Bremen, 2015 Theater an der Wien, erhielt den International Opera Award 2016)

Hans Werner Henze
- Der Prinz von Homburg (2010 Theater an der Wien)

Andrea Lorenzo Scartazzini (* 1971)
- Der Sandmann in neun Szenen (2012 Theater Basel)[3]
- Edward II., Februar 2017, Deutsche Oper Berlin, Dirigent: Thomas Søndergård.

Christoph Willibald Gluck
- Alceste (2012 Staatsoper Wien)
- Orfeo ed Euridice (2023 Salzburger Festspiele)

Riccardo Zandonai
- Francesca da Rimini (2021 Deutsche Oper Berlin)

### Schauspielinszenierungen (Auswahl)
William Shakespeare
- Ein Wintermärchen

Pierre Marivaux
- Triumph der Liebe

Maxim Gorki
- Kinder der Sonne

Patrick Marber
- Hautnah (1998 München)

### Film- und Fernsehaufzeichnungen (Auswahl)
Loys Arbeiten wurden teilweise als Filmdokumente veröffentlicht: L’Orfeo (Speranza Classics), Die Entführung aus dem Serail (hrMedia) und Roberto Devereux (Deutsche Grammophon, ab Juni 2006), Lucrezia Borgia (München) 2010, Il Trittico (Salzburger Festspiele) 2023.

## Auszeichnungen
- 1982: Folkwang-Preis
- 1998: „Stern“ der Münchner Abendzeitung für die Inszenierung von Hautnah
- 2001: Musikpreis der Stadt Duisburg
- 2003: Nominierung für den Laurence Olivier Award
- 2003: „Regisseur des Jahres“, Auszeichnung der Zeitschrift Opernwelt
- 2004: „Regisseur des Jahres“, Auszeichnung der Zeitschrift Opernwelt
- 2008: „Regisseur des Jahres“, Auszeichnung der Zeitschrift Opernwelt
- 2008: Deutscher Theaterpreis Der Faust für seine Inszenierung von Così fan tutte an der Oper Frankfurt am Main
- 2010: Olivier Award für Tristan und Isolde am Royal Opera House[4]
- 2017: International Opera Awards als bester Opernregisseur
- 2021: Österreichischer Musiktheaterpreis in der Kategorie Beste Regie für Cosi fan tutte bei den Salzburger Festspielen[5][6]
- 2024: International Opera Award in der Kategorie Regisseur des Jahres[7]